# W. C. Handy
William Christopher Handy (Florence, 11 novembre 1873 – New York, 28 marzo 1958) è stato un compositore e musicista blues e jazz statunitense, generalmente noto come "Il padre del blues".
L'importanza del suo lavoro di musicista e musicologo tuttavia varcò i confini di genere arrivando ad influenzare pesantemente compositori europei di diversa estrazione come Maurice Ravel. Il grande autore francese si ispirò infatti alla sua musica e al suo stile durante un soggiorno parigino di Handy e della sua orchestra per la composizione della celeberrima sonata nr 2 per violino e pianoforte conosciuta non a caso come sonata Blues.
Importante autore musicale, Handy fu senz'altro solo uno tra i molti musicisti suoi contemporanei che praticavano quello che fu poi detto "il blues": egli fu tuttavia quello che più di altri contribuì a dargli la sua forma moderna. Handy, non fu - come è stato spesso detto - il primo a pubblicare musica blues, tuttavia fece sì che il delta blues, all'epoca una forma musicale d'interesse quasi esclusivamente regionale, divenisse una delle forze trainanti della musica popolare statunitense e non solo, del XX secolo.
Handy fu un musicista istruito che utilizzava materiale popolare nelle sue composizioni, di cui documentava scrupolosamente la provenienza, combinando spesso influenze stilistiche provenienti da diversi altri artisti.

## Biografia

### I primi anni

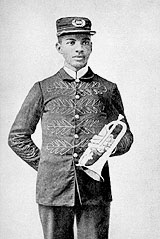
W.C. Handy a 19 anni

Nato a Florence, Alabama e figlio del pastore di una piccola chiesa di Guntersville, Handy scrisse nella sua autobiografia del 1941, Father of the Blues, di essere nato in una capanna di tronchi - che è ancora possibile visitare a Florence - costruita da suo nonno, William Wise Handy, prima di diventare un pastore dopo la proclamazione dell'emancipazione. Forse anche per questo Handy fu sempre un uomo religioso, e fece risuonare nella sua musica gli echi degli inni sacri ascoltati in chiesa in quegli anni, oltre che ai suoni della natura, che, come egli stesso ebbe a dichiarare, furono una costante fonte d'ispirazione.
Handy fece il ragazzo di bottega come falegname, calzolaio e stuccatore: comprò la sua prima chitarra di nascosto dai genitori, con i risparmi dei lavoretti che faceva. Suo padre, quando lo scoprì,  disse che la chitarra era "un oggetto peccaminoso" e gli ordinò di riportarla al negozio - dopodiché prese accordi per mandarlo a lezione d'organo. I giorni di W.C. da organista furono brevi, e, alla prima occasione, egli entrò in un gruppo locale, si fece prestare una cornetta da uno dei suoi compagni e imparò ben presto a suonarla.

### Sviluppo musicale e sociale
Handy descrisse i canti di lavoro degli operai di una fonderia di Florence, dove anch'egli aveva lavorato brevemente, mentre usavano il battito delle pale come accompagnamento: "Con una dozzina di uomini che partecipavano, l'effetto era spesso notevole... A noi piaceva di più dei tamburi di un esercito, e facevamo ritmi più complicati" Continuava poi: "I neri del Sud cantavano su qualunque cosa. Si accompagnano usando qualunque cosa da cui possano estrarre un suono o un ritmo... e in questo modo preparavano l'atmosfera per quello che adesso chiamiamo blues.
Nel settembre del 1892, Handy divenne insegnante a Birmingham (Alabama), ma divenne presto insoddisfatto del trattamento economico e trovò un altro lavoro in una fabbrica di tubi nella vicina cittadina di Bessemer. Nel tempo libero aveva organizzato una piccola orchestra d'archi e insegnava la lettura musicale ad altri strumentisti locali. Con una sua formazione, detta Lauzetta Quartet, cercò di partecipare all'esposizione mondiale di Chicago. Dopo un viaggio duro e avventuroso, durante il quale dovette lavorare per pagarsi il trasporto, il gruppo arrivò a Chicago, dove seppe che la fiera era stata spostata all'anno successivo. Dopo aver tentato senza successo di stabilirsi a St. Louis il gruppo si sciolse e W.C. si trasferì a Evansville, Indiana (Handy riuscì infine a partecipare come cornettista all'esposizione mondiale di Chicago, nel 1893).
A Evansville Handy si unì ad un gruppo che aveva già un suo seguito, col quale iniziò a dare concerti nelle città dell'Indiana e negli stati confinanti. Fu durante questo tour che incontrò Elizabeth Price, che sposò il 19 luglio 1896. 

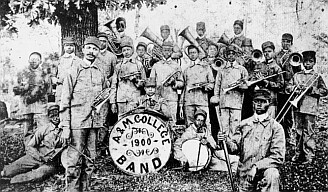
W.C. Handy, ca. 1900, Direttore della Alabama Agriculture & Mechanical College Band

W.C. continuava ad avere lavori musicali della natura più varia: cantante in un minstrel show, direttore di banda in Alabama, direttore di coro, cornettista e trombettista, e infine, a 23 anni, direttore della banda dei Mahara's Colored Minstrels.  Nei tre anni che seguirono, I colored Minstrels viaggiarono a Chicago, in Texas, in Oklahoma,in Tennessee, in Georgia, in Florida, a Cuba per tornare a fermarsi in Alabama. Handy, che riceveva un salario di sei dollari a settimana, fece in tempo a stancarsi di quella vita randagia, e tornò a stabilirsi, con sua moglie, nella nativa Florence.
Qui, nel 1900, mentre Elizabeth dava alla luce il primo dei loro sei figli, Lucille, l'Alabama Agricultural and Mechanical College for Negroes (oggi detta "Alabama Agricultural and Mechanical University") di Normal, Alabama, gli offrì un posto d'insegnante di musica, che Handy accettò rimanendovi fino al 1902. Al college, W.C. rimase insoddisfatto nello scoprire che il programma poneva un forte accento sull'insegnamento della musica colta europea e trascurava completamente la musica popolare.
Insoddisfatto anche del trattamento economico, tornò ad unirsi ai Mahara Minstrels per un tour del Midwest e della costa Nord Ovest. Mentre era in viaggio, nel 1903, ebbe occasione di annotare questa famosa esperienza, che gli accadde nella stazione di Tutwiler, in Mississippi: "Un nero dinoccolato cominciò a pizzicare una chitarra accanto a me mentre dormivo... Mentre suonava, utilizzava la lama di un coltello sulle corde della chitarra, nella maniera resa popolare dai chitarristi Hawaiani... Il cantante ripeteva lo stesso verso tre volte mentre si accompagnava alla chitarra con una delle musiche più strane che avessi mai sentito. Nel 1903, finito il tour, accettò, per sei anni, un posto di direttore della banda chiamata "Knights of Pythias" a Clarksdale, in Mississippi.
Fu nel corso di una serata a Cleveland, nel 1905, che a Handy fu passato un biglietto con una richiesta per "la nostra musica nativa" Partway through the evening, while playing a dance in Cleveland, Mississippi (circa 1905. Dopo che ebbe suonato un vecchio classico del Sud, qualcuno chiese a Handy di far suonare qualche pezzo ad un gruppo di afroamericani, composto da chitarra, basso e mandolino “Iniziarono una di quelle melodie che sembrano non avere un inizio e neanche una fine. La pulsazione della chitarra era piuttosto monotona, ma non smetteva, una canzone sui campi di canna e il lavoro sugli argini. Battevano i piedi ritmicamente sul pavimento. Non era sgradevole - forse si potrebbe dire che era ossessionante, incalzante.”
Altrove, Handy parla della sua esperienza dei balli di gruppo in Mississippi: "C'era uno che chiamava le figure dei danzatori, cantando sempre in Sol maggiore." Se ne sarebbe ricordato più tardi, mentre componeva St Louis Blues: "Fu il ricordo di quel vecchio signore che chiamava le figure del Kentucky breakdown - quello che finiva sempre in Sol maggiore e intonava le chiamate come se fosse il sacerdote ad un incontro di preghiera. E mi dissi, ecco la mia tonalità, la farò in Sol Maggiore."

### Il successo e la "nascita del blues"
Nel 1909 Handy andò col suo gruppo a Memphis stabilendo il suo quartier generale a Beale Street (allora Beale Avenue). La canzone che sarebbe poi diventata Memphis Blues nacque come un motivetto - chiamato "Mr. Crump" per la campagna elettorale del candidato sindaco - in seguito sindaco - Edward Crump. In seguito Handy riscrisse il motivetto e cambiò il nome in Memphis Blues.
Handy fu uno dei primi afroamericani a diventare un editore musicale di successo, spinto inizialmente dalla necessità di veder pubblicate le sue composizioni. Nel 1912, Handy incontrò Harry Pace, un uomo d'affari di Memphis che fece direttore e partner della sua casa editrice, la "Pace and Handy Sheet Music" che aprì a Beale Street in quell'anno.
La pubblicazione, nel 1912, dello spartito di Memphis Blues fu un successo strepitoso. Il brano rese istantaneamente popolare il blues in 12 misure nello stile di W.C. e fu indicato come l'ispirazione per l'invenzione, da parte dei ballerini newyorchesi Vernon e Irene Castle, del ballo detto foxtrot.  Secondo alcuni Memphis Blues fu anche la prima canzone blues mai pubblicata. Handy vendette i diritti musicali per 100 dollari. A 40 anni, W.C. aveva infine asserito il suo stile musicale e aveva raggiunto una notorietà che gli permetteva di guadagnarsi da vivere come compositore.
"Il nero meridionale quando cantava sottolineava il terzo e il settimo grado della scala, glissando tra maggiore e minore. Facevano così nei campi di cotone del Delta e sugli argini di Saint Louis. Fino ad allora, però non lo avevo mai sentito fare agli afroamericani meglio educati o da un bianco. Così volli ricreare questo effetto, ... introducendo delle terze delle settime minori (che adesso si chiamano blue note anche quando la melodia prevalente era in maggiore ...  e feci lo stesso nella melodia... Questo era senz'altro poco convenzionale, ma si rivelò azzeccato." Handy, sempre parlando delle blue note, ebbe a dire che "le terze e le settime minori di transizione nelle mie melodie sono un tentativo di suggerire i glissati tipici del canto afroamericano."

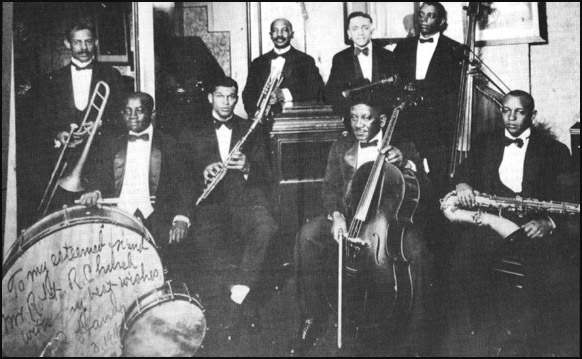
W. C. Handy con la sua Memphis Orchestra, nel 1918: Handy è al centro nella file posteriore, con la tromba.

"La struttura di tre versi che ho usato mi è stata suggerita da una canzone che avevo sentito da Phil Jones a Evansville... Ma nell'utilizzarlo, mi sembrava che tre ripetizioni fossero troppo monotone, allora adattai lo stile facendo un'affermazione, ripetendola nel secondo verso e dicendo nel terzo verso la ragione dell'affermazione".
E sulla struttura armonica: "(la struttura di tonica, sottodominante, settima di dominante) era già usata nei canti di lavoro dei neri, dai pianisti honky-tonk, nei canti dei vagabondi e di altre classi povere, ma che non si erano arrese".
"Nel blues primitivo il cantante spesso riempie le pause con espressioni com  'Oh, lawdy' o 'Oh, baby'. Questo indicava che una melodia blues richiede pause (per l'inserimento di questi abbellimenti)".
"..quindi è chiaro che il mio blues è stato suggerito e costruito attorno a tutte le particolarità, i fraseggi e gli idiomi di cui ho parlato.
Nel 1914, Handy compose St. Louis Blues.
"Lo one-step e altri balli erano stati pensati per il tempo di Memphis Blues... Quando scrissi St Louis Blues, invece, era di moda il tango. Quando lo suonammo, imbrogliai i ballerini con una introduzione di tango, passando di colpo a un blues tradizionale. Fissavo ansiosamente la pista da ballo e vidi come un colpo di fulmine: i ballerini erano elettrizzati. Qualcosa dentro di loro vide la luce, un istinto che cercava la vita, che voleva aprire le braccia e spandere gioia, qualcosa che gli faceva muovere i piedi..."
Nel 1917, Handy e la sua casa editrice si trasferirono a New York, aprendo un ufficio nell'edificio del Gaiety Theatre a Times Square..
"..A New York, avevo sperato che i musicisti neri non si sarebbero lasciati scappare l'opportunità di sponsorizzare un editore della loro gente. Mi sbagliavo. I musicisti neri all'epoca suonavano i successi del momento, e seguivano l'andazzo musicale. C'erano invece molti direttori d'orchestra e gruppi bianchi in cerca di novità, che erano i più disposti a lanciare le nostre composizioni... gli artisti neri di vaudeville invece...preferivano canzoni che non ripetessero quelle di altri artisti bianchi nello stesso spettacolo...anche questi (gli artisti di vaudeville) divennero efficaci veicoli di propaganda."
Per la fine del 1917, W.C. aveva inciso, pubblicato o fatto pubblicare e incidere i suoi maggiori successi: Memphis Blues, Beale Street Blues, e St. Louis Blues.
Nello stesso anno, la Original Dixieland Jazz Band, una formazione bianca di New Orleans registrò il primo disco di jazz. Handy da principio non amò molto il nuovo  "jazz", ma le orchestre che lo suonavano si rivolsero al suo repertorio convertendo molti dei suoi pezzi in standard. Handy ricorda di essersi lagnato con sua zia, Matt Jordan, che molte di queste nuove "jazz" band facevano un sacco di errori mentre i suoi suonavano sempre perfettamente, e che sua zia gli rispose:"Ma guarda che ai bianchi piace sentire i neri fare qualche errore". Handy commenta "Può anche darsi che questo sia uno dei segreti del jazz..."

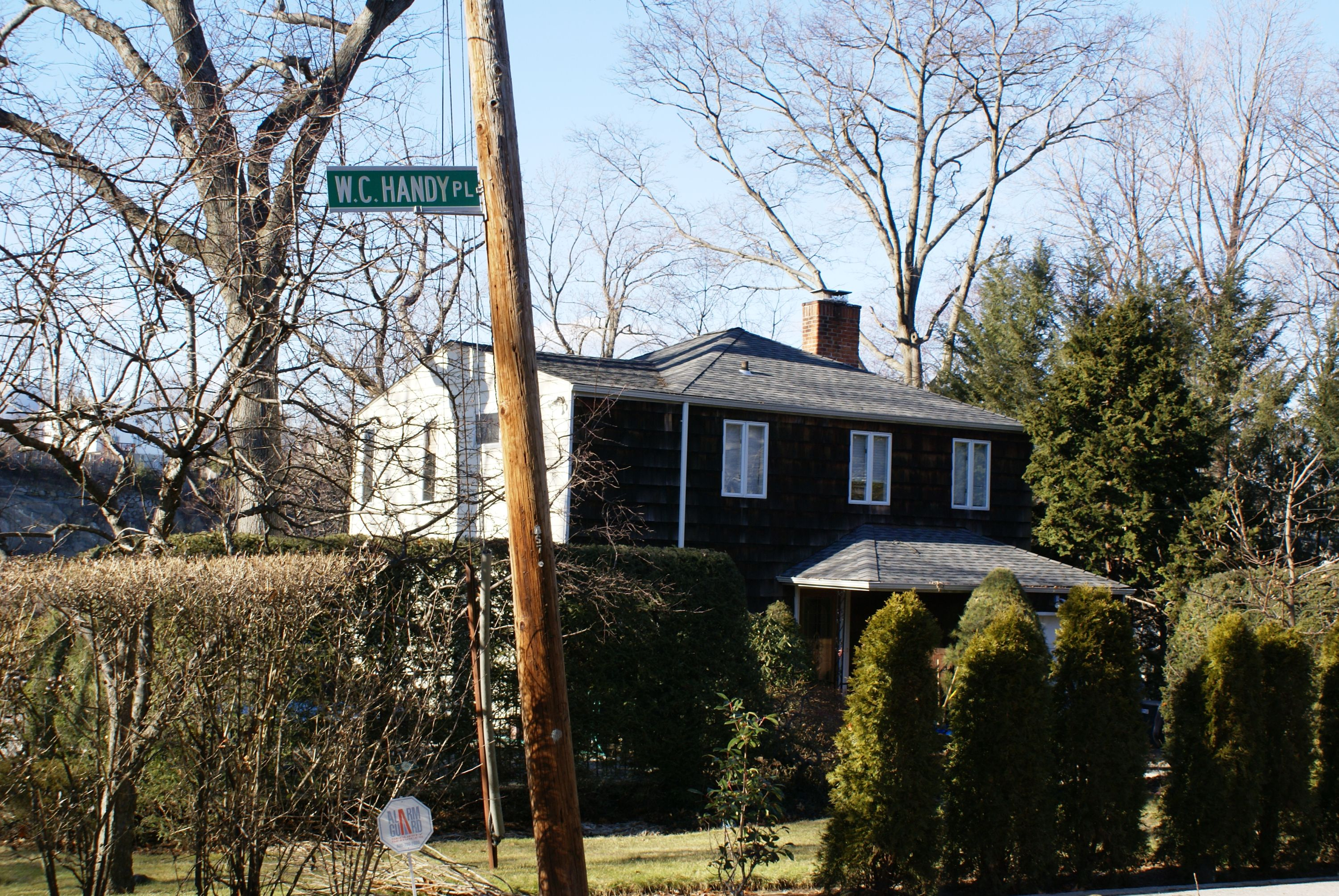
W.C. Handy Place a Yonkers, New York

Il successo di Handy e della sua casa editrice cresceva rapidamente. W.C. iniziò anche a reclutare cantanti: uno fu Al Bernard, "un giovane bianco con un lieve accento del Sud che sapeva cantare tutti i miei Blues". Handy manò Bernard da Thomas Alva Edison per una registrazione e il risultato fu "un'impressionante serie di successi per quel giovane cantante, successi che noi condividemmo." Handy pubblicava anche pezzi composti da altri: Shake Rattle and Roll e Saxophone Blues, di Bernard, Pickaninny Rose O Saroo di Madelyn Sheppard e Annelu Burns.
La terza registrazione di Yellow Dog Blues, da cui Handy si aspettava di ricavare un centinaio di dollari, incisa nel 1919 per la Victor Talking Machine Company da Joe Smith divenne la canzone di Handy più venduta in assoluto. Le cantanti femminili arrivarono al blues verso il 1920, seguendo l'esempio di Mamie Smith, dando ulteriore impulso al nuovo fenomeno musicale, trascinato anche dal successo dei dischi fonografici.
Il blues divenne la colonna sonora della cultura americana degli anni 1920 e 1930. Scriveva Francis Scott Fitzgerald nel romanzo Il grande Gatsby  "Tutta notte i sassofoni emettevano il lamento senza speranza di Beale Street Blues mentre centinaia di pantofole dorate e argentate sollevavano la polvere scintillante. Alla grigia ora deltè c'erano stanze che pulsavano incessantemente con questa febbre bassa dolce, mentre visi freschi vagavano qua e là come petali di rosa soffiati sul pavimento dai malinconici strumenti."
Ma il successo della musica da lui scoperta non portava fortuna all'impresa editoriale di Handy. A partire dal 1920, infiatti, a causa della concorrenza "Gli affari cominciarono a calare con la stessa rapidità con cui erano cresciuti" Proprio nel 1920 Pace e Handy si separarono amichevolmente. "Come se non bastasse, il mio socio se ne andò. C'era qualche disaccordo, ma non ci furono litigi: se ne andò tranquillamente e creò la Pace Phonograph Company, che con la sua etichetta Black Swan Records divenne una seria concorrente per il mercato della musica nera... con lui andarono molti dipendenti,... ancora più seccante era il fatto che molti non si rendevano conto che io non c'entravo nulla con la Black Swan Record Company."
Handy continuò come editore diventando anche discografico e reclutando altri autori di musica folk e sacra, da aggiungere all'ormai consolidato blues. Le sue canzoni continuavano ad avere grande successo: la registrazione che Bessie Smith fece di St. Louis Blues il 14 gennaio 1925 per la Columbia Records, con Louis Armstrong fu considerata una delle migliori degli anni 1920.
Nel 1926 Handy realizzò e pubblicò un lavoro intitolato  Blues: An Anthology—Complete Words and Music of 53 Great Songs, forse il primo tentativo di inquadrare il blues nel contesto del Sud degli USA e della storia del paese. Nel 1929, il regista Kenneth W. Adams diresse un film della RCA il cui titolo St. Louis Blues era lo stesso della canzone di Handy (si trattava di un corto musicale, da proiettare prima del programma principale). Handy suggerì la cantante blues Bessie Smith, che era diventata famosa cantando quel pezzo, per il ruolo principale. Girato nel giugno di quell'anno, il film fu un grande successo e rimase nelle sale del paese dal 1929 al 1932.

### "Il padre del Blues": Maturità e vecchiaia
Negli anni dopo il 1930, Handy si godette la celebrità conferitagli dal ruolo di "padre del blues" che si era ritagliato, apparendo a manifestazioni musicali di alto profilo (a partire da un concerto del 1928 alla Carnegie Hall) e curando la sua immagine e i suoi affari.
Nel 1943, Handy divenne cieco a causa di una caduta da un treno della metropolitana. Rimasto vedovo, nel 1954 si risposò, ad 80 anni, con la sua segretaria, Irma Louise Logan, che chiamava "i miei occhi".
Nel 1955 Handy ebbe un ictus, che lo lasciò su di una sedia a rotelle. Il suo 84º compleanno fu festeggiato da più di 800 persone all'hotel Waldorf-Astoria.
il 28 marzo 1958, W. C. Handy morì a causa di una polmonite. Più di 25000 persone parteciparono al suo funerale ad Harlem, mentre più di 150000 si radunarono sul sagrato della chiesa. Handy è sepolto nel Woodlawn Cemetery nel Bronx

## Composizioni e Opere letterarie
Le composizioni di Handy non sono sempre blues in 12 misure e spesso contengono anche dei bridge di otto o sedici misure.
- Memphis Blues, composto nel 1909, pubblicato nel 1912. Normalmente sottotitolato Boss Crump, è una composizione distinta da quella composta da Handy per la campagna di Crump, Boss Crump Don't 'Low No Easy Riders Around Here", basato sulla canzone da osteria Mamma Don't Allow It.
- Yellow Dog Blues (1912). Il titolo e il verso Your easy rider's gone where the Southern cross the Yellow Dog si riferiscono alla Southern Railway e alla Yellow Dog Railroad.
- St. Louis Blues (1914).
- Loveless Love. In parte basata sulla canzone popolare Careless Love.
- Aunt Hagar's Blues
- Beale Street Blues (1916), scritta per dire addio alla vecchia Beale Street a Memphis. La strada però rimase ed è tuttora (2010) chiamata la casa del blues.
- Long Gone John (From Bowling Green) per un famoso rapinatore di banche.
- Chantez-Les-Bas (Sing 'Em Low), un tributo alla cultura creola di New Orleans
- Atlanta Blues, che utilizza una melodia della canzone popolare Make Me a Pallet on your Floor.
- Ole Miss Rag (1917), un ragtime registrato dalla "Handy's Orchestra of Memphis"[27].

Oltre alla sua autobiografia, Handy scrisse altre quattro opere, nell'ordine:
1. Blues: An Anthology: Complete Words and Music of 53 Great Songs
2. Book of Negro Spirituals
3. Father of the Blues: An Autobiography
4. Unsung Americans Sing
5. Negro Authors and Composers of the United States

## Concerti notevoli e onorificenze
- Il 27 aprile 1928 Handy tenne un concerto alla Carnegie Hall in cui eseguì un programma di jazz, blues, canzoni dalle piantagioni e di lavoro.
- Nel 1938 si esibì al National Folk Festival, la sua prima esibizione nazionale davanti ad una platea desegregata.
- Fece concerti alle esposizioni mondiali di Chicago nel 1933 e 1934 e di New York nel 1939 e 1940.
- Nel 1940 la NBC trasmise un programma interamente composto di musiche di Handy, eseguite da Handy stesso e da Dinah Shore.
- Nel 1958 fu girato un film sulla sua vita, intitolato St. Louis Blues, in cui Handy era interpretato da Nat King Cole (da adulto) e da Billy Preston (da bambino) e che aveva tra gli attori i musicisti Pearl Bailey, Mahalia Jackson, Cab Calloway, Ella Fitzgerald, e Eartha Kitt. Il film uscì nello stesso anno della morte di Handy.

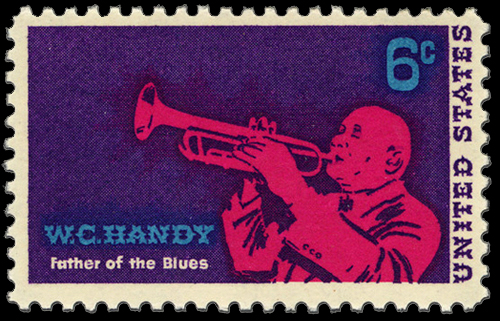
Francobollo dedicato a Handy - 1969

- Il 17 maggio 1969, i servizi postali degli Stati Uniti gli dedicarono un francobollo.
- Nel 1970 fu eletto alla "Songwriters Hall of Fame"; nel 1983 alla "Nashville Songwriters Hall of Fame"; nel 1985 alla "Alabama Jazz Hall of Fame" e alla  Alabama Music Hall of Fame nel 1993.
- Nel 1993 ricevette il Grammy Trustees Award.
- Nel 2002, per celebrare il centenario della prima composizione blues di W.C. Handy, il Senato degli Stati Uniti dichiarò il 2003  "Anno del Blues"[28].

## Premi, festival e commemorazioni
- Il Blues Music Award, uno dei premi più prestigiosi assegnato agli artisti blues, era chiamato "W. C. Handy Award". Il nome fu cambiato nel 2006.
- Il W. C. Handy Music Festival, della durata di una settimana, si tiene a Florence, la città natale di Handy. In passato vi hanno partecipato personalità del jazz e del blues come Jimmy Smith, Ramsey Lewis, Dizzy Gillespie, Bobby "Blue" Bland, Diane Schuur, Billy Taylor, Dianne Reeves, Charlie Byrd, Ellis Marsalis e i Take 6.
- Il parco che si affaccia su Beale Street a Memphis è dedicato a Handy e vi figura una sua statua in bronzo.
- Il W.C. Handy Blues & Barbeque Festival è un festival di una settimana dedicato al blues e allo Zydeco. Si svolge a giugno a Henderson in Kentucky.
- Nel 1979, la città di New York ha dedicato a Handy uno degli isolati della Cinquantaduesima Strada ovest, chiamandolo "W.C. Handy Place".